# Pontederia
Pontederia és un gènere de plantes aquàtiques de la família de les Pontederiaceae. Pontederia és endèmica d'Amèrica, distribuïda del Canadà a l'Argentina, s'hi troba parcialment submergida en tolles o fangals. Linnaeus va nomenar aquest gènere en honor del botànic italià Giulio Pontedera (1659-1728), cap del jardí botànic de Pàdua, malgrat el fet que Pontedera s'oposava als sistema de classificació binomial.
Les plantes de Pontederia tenen grans fulles ceroses, tiges suculents i gruixudes i fibroses arrels. Presenten rizomes que els permeten la ràpida colonització per mitjà de reproducció vegetativa. Les espècies són perennes, donen una gran espiga de flors a l'estiu. Hi ha una espècie d'abella, la Dufourea novae-angliae, que visita exclusivament Pontederia cordata. Els ànecs s'alimenten dels seus fruits.

## Taxonomia
- Pontederia cordata L. (1753)[5]
- Pontederia parviflora Alexander in N.L.Britton & al. (editors), N. Amer. Fl. 19: 59 (1937).
- Pontederia rotundifolia L.f., (1782).
- Pontederia sagittata C.Presl, (1827).
- Pontederia subovata (Seub.) Lowden, (1973).
- Pontederia triflora (Seub.) G.Agostini, D.Velázquez & J.Velásquez, (1984).